# Mariam Koné
Mariam Koné (Kati, 1987) es una cantante y profesora de música maliense y miembro del grupo Les Amazones d'Afrique. 

## Trayectoria
Koné ha estudiado derecho, que es una vocación en su familia, pero la música la arrastró. En su adolescencia, se unió al grupo de hip hop Pacifique en su ciudad natal, lanzando dos álbumes con ellos. Posteriormente estudió música en el Conservatorio de Bamako, del que se graduó en 2006. Ahora enseña ella misma en esta escuela.
El primer álbum en solitario de Koné, Dakan, fue lanzado en 2013. Su estilo es el pop africano tradicional suave y fluido, con influencias dub e instrumentación eléctrica. Fue producido por el irlandés Liam Farrell alias Doctor L.
Koné fue invitado a Les Amazones d'Afrique por Pamela Badjoko, originaria de Gabón pero que ahora reside en Mali. Koné se sintió atraída por el grupo por el hecho de que intenta promover la causa de las mujeres locales, oponiéndose a todo tipo de violencia contra las mujeres, y especialmente a la mutilación genital femenina, que la propia Koné ha experimentado, como casi el 90% de las mujeres malienses.

## Discografía
- Dakan (2013).